# Ischnogasteroides leptogaster
Ischnogasteroides leptogaster är en stekelart som först beskrevs av Walker 1871.  Ischnogasteroides leptogaster ingår i släktet Ischnogasteroides och familjen Eumenidae. Utöver nominatformen finns också underarten I. l. flavus.